# KURO-OBI (プロレスラー)
KURO-OBIは日本のマスクマンプロレスラー。
リングネームの由来はブラジリアン柔術で黒帯をTri-Force柔術アカデミーの早川光由から授与されていることである。

## 経歴
2021年8月8日、王子ベースメントモンスターで開催されたハードヒットのスピンオフ的な大会であるハードヒットチャレンジ2で、佐藤光留とハードヒットルールで鮮烈なデビューを飾る。
2021年9月26日、新木場1stRINGで開催されたハードヒットのIs this HEAVEN？で、中村大介と対戦。
2021年12月30日、新木場1stRINGで開催されたハードヒットの今で、岡田剛史と組み、松本崇寿と橋本圭右組と柔術タッグマッチで戦い、KURO-OBI絞めで橋本圭右にプロレス初勝利を飾る。
2021年12月31日、新宿FACEで開催された佐藤光留デビュー21.8周年記念興行大晦日変態祭りで、矢野啓太と対戦。
2022年１月23日、東京・中野のSOD本社で開催されたIMPACT.21で、大和ヒロシとグラップリングマッチで対戦。
2022年4月17日、王子ベースメントモンスターで開催されたIMPACT.23で、高岩竜一、瓦井寿也、鶴巻伸洋と組み、戸田秀雄、中川達彦、ニンジャ・リー、三代目覆面太郎と８人タッグで対戦。
2022年4月30日、新木場1stRINGで開催されたハードヒットのEYES OF BEAST 2022で、椎葉おうじと対戦し、ドラゴン・スクリューから足四の字固めでギブアップ勝利を飾る。
2022年8月7日､東京・王子ベースメントモンスターで開催されたIMPACT.26で、清水来人と対戦。10分時間切れ引き分け。
2022年8月21日、神奈川・富士通スタジアム川崎で開催されたニコプロpresents佐藤光留自主興行「ファイト〜闘う変態達の唄」で、第一部では、松本崇寿と組み、岡田剛史、セレジェイラ組とタッグマッチで対戦。第二部では、スクランブルバンクハウスバトルロイヤルで植木嵩行with松葉杖、中野貴人、下村大樹、ブラックめんそーれ、土肥孝司、梶トマト、バンビ、岡田剛史、佐野直、セレジェイラ、Mr.アトミックと対戦。